# Katolska pedagogiska nämnden

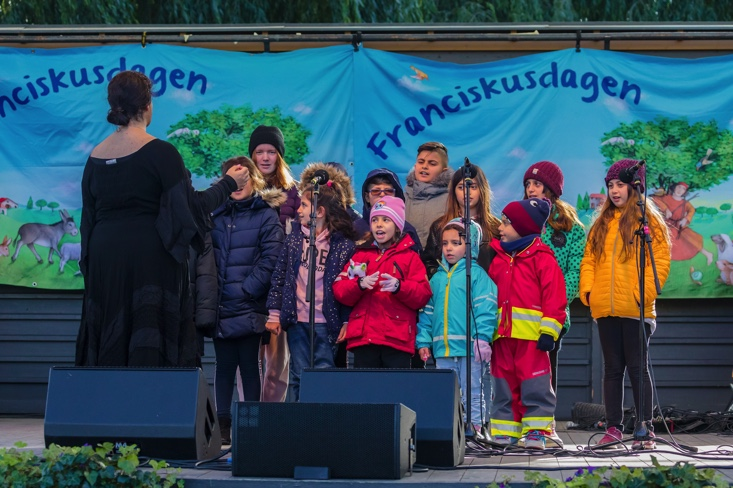
Barnkör sjunger på Franciskusdagen 2019

Katolska Pedagogiska Nämnden (KPN) är ett stiftsorgan inom Romersk katolska kyrkan i Sverige grundat 1965. Nämnden har som uppgift att utveckla och stödja det pedagogiska arbetet i de katolska församlingarna i Sverige. Detta sker i första hand genom utgivning av katolska läroböcker samt genom kursverksamhet som vänder sig till stiftets pedagogiskt verksamma. KPNs böcker används i katolska församlingar i landet och i många av stiftets nationella grupper. 
Utöver pedagogiska kurser för kateketer (kyrkans barn – och ungdomsledare) erbjuder KPN även en vuxenutbildning som vänder sig till alla som önskar fördjupa sina kunskaper om katolska kyrkans tro.

## Franciskusdagen
KPN är huvudansvarig arrangör för Franciskusdagen som firas i Kungsträdgården vartannat år. Franciskus av Assisi vördas som helgon i katolska kyrkan. För att minnas den helige Franciskus stora kärlek till djur och natur är det en gammal katolsk tradition att på Franciskusdagen välsigna djur.  I Kungsträdgården inleds firandet med en mässa som avslutas med en välsignelse av alla djur. 
Tre gånger om året ges tidskriften KateketNytt ut, som informerar om KPNs arbete och lyfter fram kateketers insatser. 

## Organisation
KPN består av en nämnd och ett kansli. Nämnden fattar de långsiktiga besluten om KPNs verksamhet. Nämndens ledamöter som utsetts av biskopen är för närvarande (period 2018- 2021) Fiorella Bastidas, fader Lars Dahlander, Ulrika Erlandsson (ordförande), Elin Jönsson, Rauha Navarro Marttinen, Vanessa Nacional, diakon Stefan Nordström, fader Simon Petrus Semaan och Gunnar Silow. På KPNs kansli arbetar för närvarande 5 personer (3,5 tjänster).

## Historia
KPN grundades av biskop John Taylor OMI 1965 som en permanent nämnd i det katolska stiftet. Besluten verkställdes på kansliet som under de första åren kallades ”Kateketcentralen”. Den förste ansvarige på KPN var fader Jan Smith och inom kort anställdes även syster Hanne Bang OP. Från starten och fram till 1974 var KPN inhyst på dominikansystrarnas Sankta Ingridshemmet på Villagatan i Stockholm. Flera av dominikansystrarna blev involverade i KPNs arbete, inte minst syster Catarina Broomé. Redan under den första tiden utvecklades ett nordiskt samarbete som så småningom utvecklades till en samutgivning av den Nordiska katekesen, undervisningsböcker och lärarhandledningar för barn och ungdomar i församlingarnas undervisning. 
Diakon Erik Kennet Pålsson var direktör på KPN från 1979-1991. Det var Erik Kennet Pålsson som införde ordet ”kateket", tidigare sa man lärare eller ledare. Med detta ord ville man anknyta till samma ord som den kyrkan använder internationellt om dem som ger tron vidare, ordet anknyter också till ”katekes” som utöver boken ”Katolska kyrkans katekes” även inbegriper undervsiningsverksamheten. Under denna tid påbörjades också utskick av tidskriften "KateketNytt" som skickades till alla kateketer. 
Under 1991 och fram till 2004 var Margareta Murray-Nyman direktor på KPN. Under hennes tid utkom bland annat skriftserien Katolsk tro, en serie med 27 häften som vart och ett beskriver ett ämnesområde i kyrkans tro. Under denna tid utvecklades också projektet ”Dubbel utsatthet" en rörelse som ville lyfta fram den särskilda utsattheten med att vara både invandrare och funktionsnedsatt. 
Under en två års period leddes KPN av både diakon Stefan Nordström och Ulrika Erlandsson. 2006 blev Ulrika Erlandsson ansvarig på KPN med titeln arbetande ordförande. Under hennes tid utkom Riktlinjer för katekes i Stockholms katolska stift - Ge som gåva vad ni fått som gåva, med ett innehåll som präglar både arbetet på KPN samt utbildningen av kateketer. Riktlinjerna går tillbaka till Direktoriet för katekes från Troskongregationen, ”General Directory for Catechesis”. En andra stor satsning under Erlandssons tid har varit produktionen av helt nya undervisningsböcker, ”På väg med Kristus", som ska följa barnen från första klass till nionde klass i församlingarnas undervisning. Kateketernas fortbildning har utvecklats genom det växande utbudet av kateketkurser och inspirationsdagar. Sedan 2010, då hela Romersk katolska kyrkan i Sverige blev medlemmar i Studieförbundet Bilda gör KPN sina kurser med detta studieförbund. Under Erlandssons tid infördes ”Kateketens dag" vart annat år, då landets alla kateketer samlas runt stiftets biskop och tackas för sin insats. Under Erlandssons tid har KPN skapat Franciskusdagen (se ovan). Under senare år har KPN allt mer satsat även på videofilmer, som publiceras på KPNs hemsida och utvecklat en Facebook-sida, ”Kreativa kateketer”. 